# Taiwo Owatemi
Taiwo Owatemi (née en 1992) est une femme du Parti travailliste britannique. Elle est députée de Coventry North West depuis 2019.

## Jeunesse
Taiwo Owatemi grandit à Plumstead, avec des liens étroits avec une famille élargie via sa tante et ses cousins à Coventry. Son père est décédé quand elle a six ans en raison d'une pénurie de donneurs d'organes, un événement qu'elle identifie comme étant à l'origine de ses opinions politiques. Elle est élevée aux côtés de sa jumelle et de son frère aîné par sa mère, une infirmière.
Taiwo Owatemi est diplômée d'une maîtrise de l'université du Kent et pharmacienne qualifiée,. Elle travaille comme pharmacienne principale en oncologie dans une unité de cancérologie à Dartford et Gravesham NHS Trust avant d'entrer au Parlement.

## Carrière politique
Taiwo Owatemi est sélectionnée pour un stage parlementaire par la Social Mobility Foundation et acquiert une expérience de travail auprès du député conservateur Oliver Letwin. Elle occupe un certain nombre de postes dans les Young Fabians et travaille sur la politique de la santé. Elle est également gouverneur d'école dans une école primaire locale à partir de 2016.
Elle est choisie comme candidate du Labour pour Coventry North West après le départ du sortant Geoffrey Robinson. Contrairement aux prévisions de sortie des sondages, les travaillistes conservent le siège, mais avec une majorité considérablement réduite de 0,4 %.
Taiwo Owatemi est l'une des trois femmes députées de Coventry, aux côtés de Zarah Sultana et Colleen Fletcher. Elle est nommée Secrétaire parlementaire privé (PPS) du Secrétaire d'État à l'Intérieur du cabinet fantôme Nick Thomas-Symonds en avril 2020.